# Emilie Hovden
Emilie Margrethe Hovden (Bergen, 1996. április 5. –)
világ- és Európa-bajnok, kétszeres bajnokok ligája-győztes norvég válogatott kézilabdázó, jobbszélső, a Győri Audi ETO KC játékosa.

## Pályafutása

### klubcsapatokban
Emilie Hovden Bergen városában született és kézilabda pályafutását is itt kezdte el. 9 éves korától kezdve 10 éven át végigjárta a Fana korosztályos csapatait. 2015-ben igazolt az első osztályú Molde Elite csapatához, ám a szezon végeztével visszatért a Fanához. 3 év után a norvég első osztályú Storhamar Håndball Elite szerződtette. 2022 nyarán igazolt a dán első osztályú Viborg csapatához. A Viborgban való pénzügyi gondok miatt felmerült az esélye, hogy a Győri Audi ETO KC kivásárolhatja a norvég szélsőt. 2023. február 13-án az ETO hivatalos platformján jelentette be, hogy a szélső kettő plussz egy éves szerződést írt alá a klubbal.

### A válogatottban
Hovden már a korosztályos válogatottakban is kapott szerepet. 2013-ban 7. helyezett lett az ifjúsági Európa-bajnokságon, 2015-ben pedig az U19-es válogatottal 6. lett az Európa-bajnokságon. A felnőtt válogatottba 2021-ben kapott először meghívást és még az év végén bekerült a világbajnokságra utazó keretbe is. A torna végén Franciaországot legyőzve világbajnoki címet ünnepelhetett. 2022-ben szerezte meg első Európa-bajnoki címét is. A 2023-as világbajnokságra utazó keretbe szintén bekerült, ahol a torna végén ezüstérmes lett a csapat, éppen Franciaországtól kikapva a döntőben.

## Sikerei, díjai
- Postenligaen
  - ezüstérmese: 2019/2020, 2020/2021, 2021/2022
  - gólkirálynője: 2019/2020 (161 gól)[7]
  - All-Star csapat jobbszélsője: 2019/2020[8]
  - legjobb játékosa: 2019/2020[9]
- Norvég kupa ezüstérmese: 2019
- Magyar bajnok: 2025
- Bajnokok Ligája-győztes: 2024, 2025